# Hermann Winterhalter

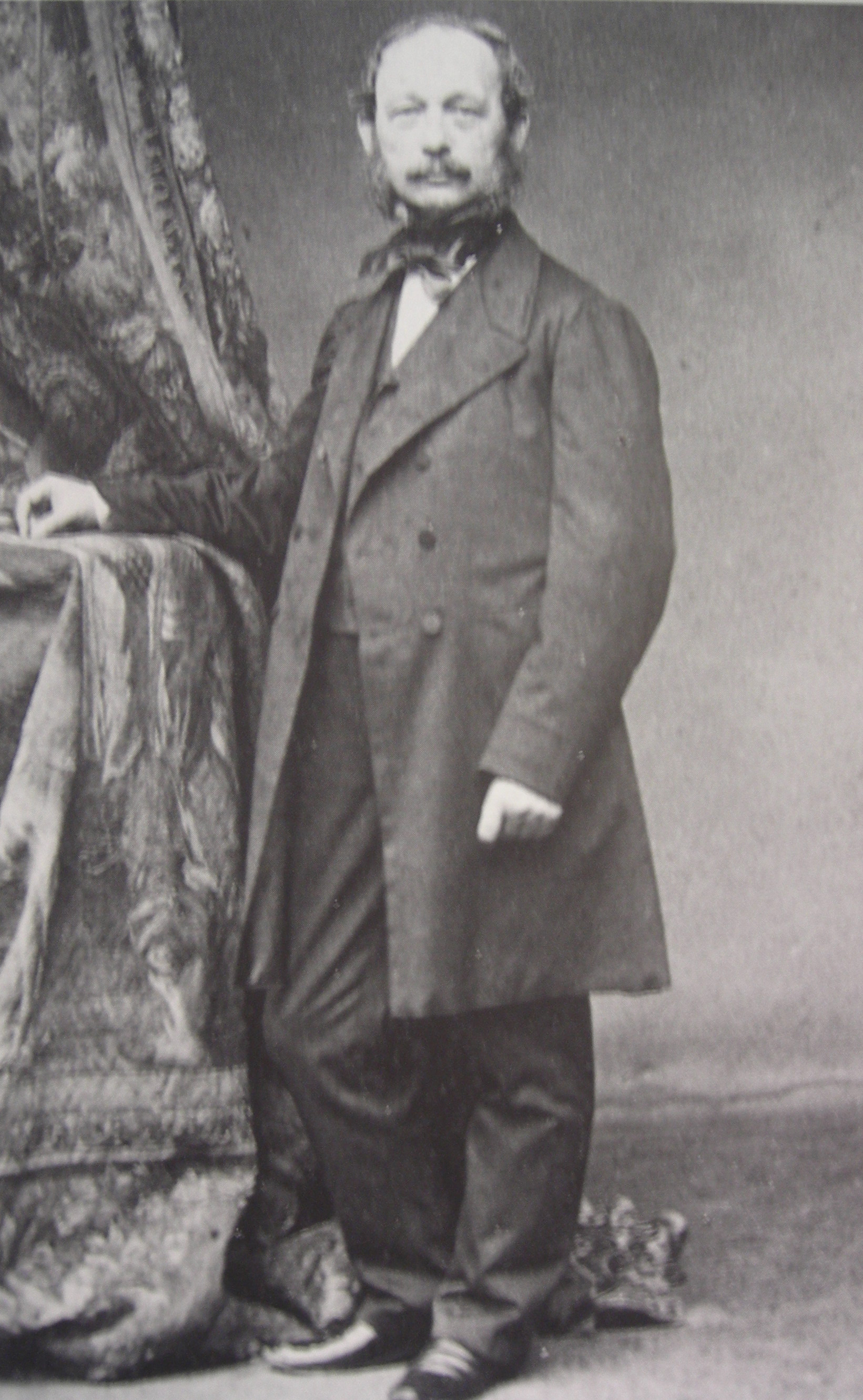
Hermann Fidel Winterhalter

Hermann Fidel Winterhalter (* 23. September 1808 in Menzenschwand im Schwarzwald; † 24. Februar 1891 in Karlsruhe) war ein deutscher Maler und der jüngere Bruder des Porträtmalers Franz Xaver Winterhalter (1805–1873).

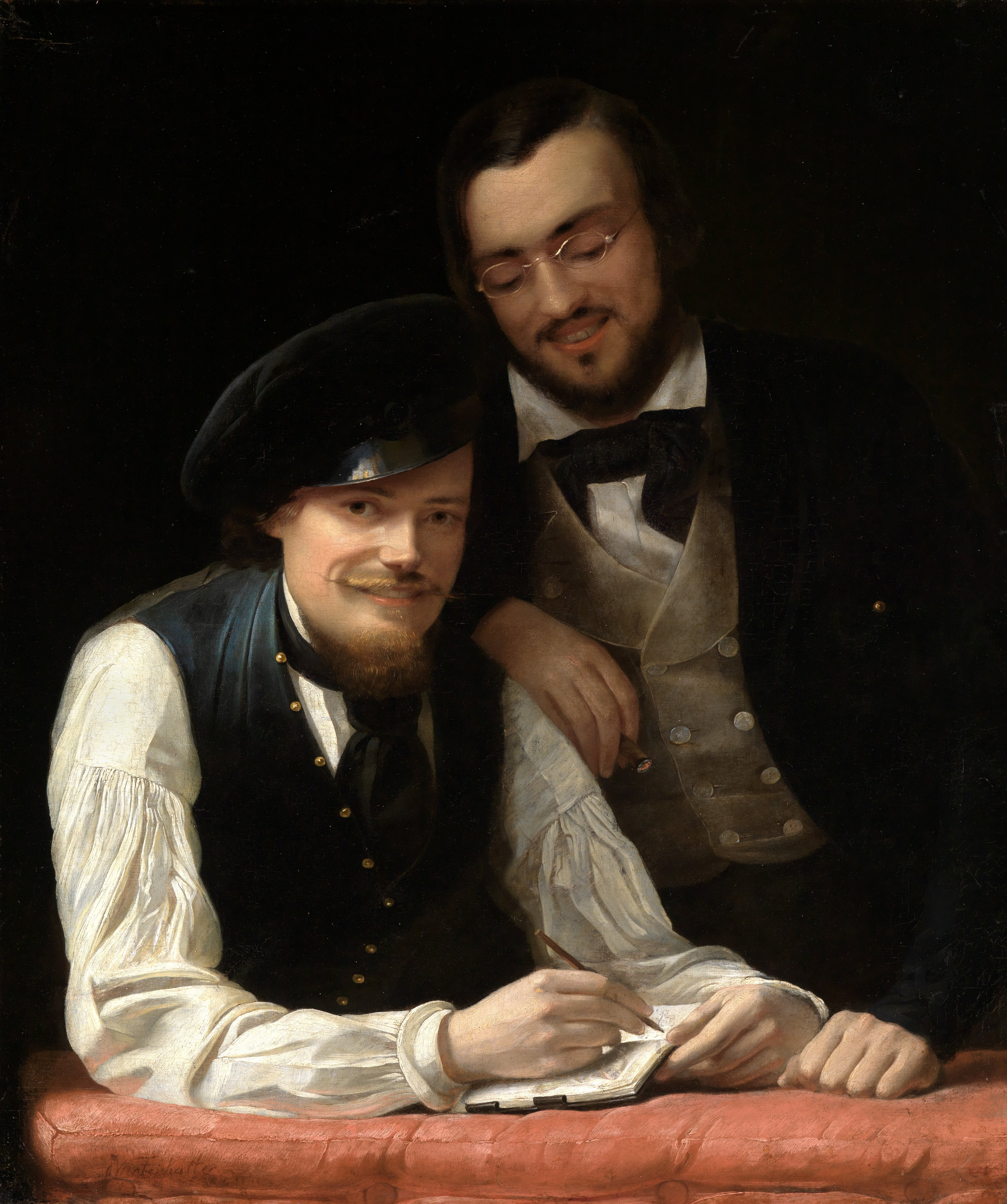
Die Brüder Franz-Xaver u. Hermann Winterhalter (v.l.), 1840

## Leben
Winterhalter wuchs mit seinen acht Geschwistern, von denen lediglich vier das Erwachsenenalter erreichten, in Menzenschwand auf. Sein Vater Fidel Winterhalter (1773–1863) legte ihm schon in jungen Jahren nahe, in die Fußstapfen seines älteren Bruders Franz Xaver zu treten. Winterhalter machte wie sein älterer Bruder eine vierjährige Lehre als Lithograf beim Herderschen Kunstinstituts in Freiburg.
Später ging er nach München und Rom, um dort zu studieren. 1840 ließ er sich letztlich in Paris nieder, unterstützt von seinem weithin bekannten Bruder, der ebenfalls dort arbeitete. Auch wenn sich die Brüder in ihrer Arbeit wie auch in ihrer Persönlichkeit ähnelten, gab es keine Rivalität zwischen ihnen. Hermann Winterhalter vertrat sogar seinen Bruder in dessen Pariser Atelier, wenn sich dieser auf Auslandsreisen befand. Er war eine große Stütze für die Karriere seines Bruders. Nach dem Sturz des Zweiten Kaiserreiches beschlossen die Brüder, in Karlsruhe in den Ruhestand zu treten. Franz Xaver starb 1873, Hermann erst fast zwanzig Jahre später im Jahre 1891.

## Werke

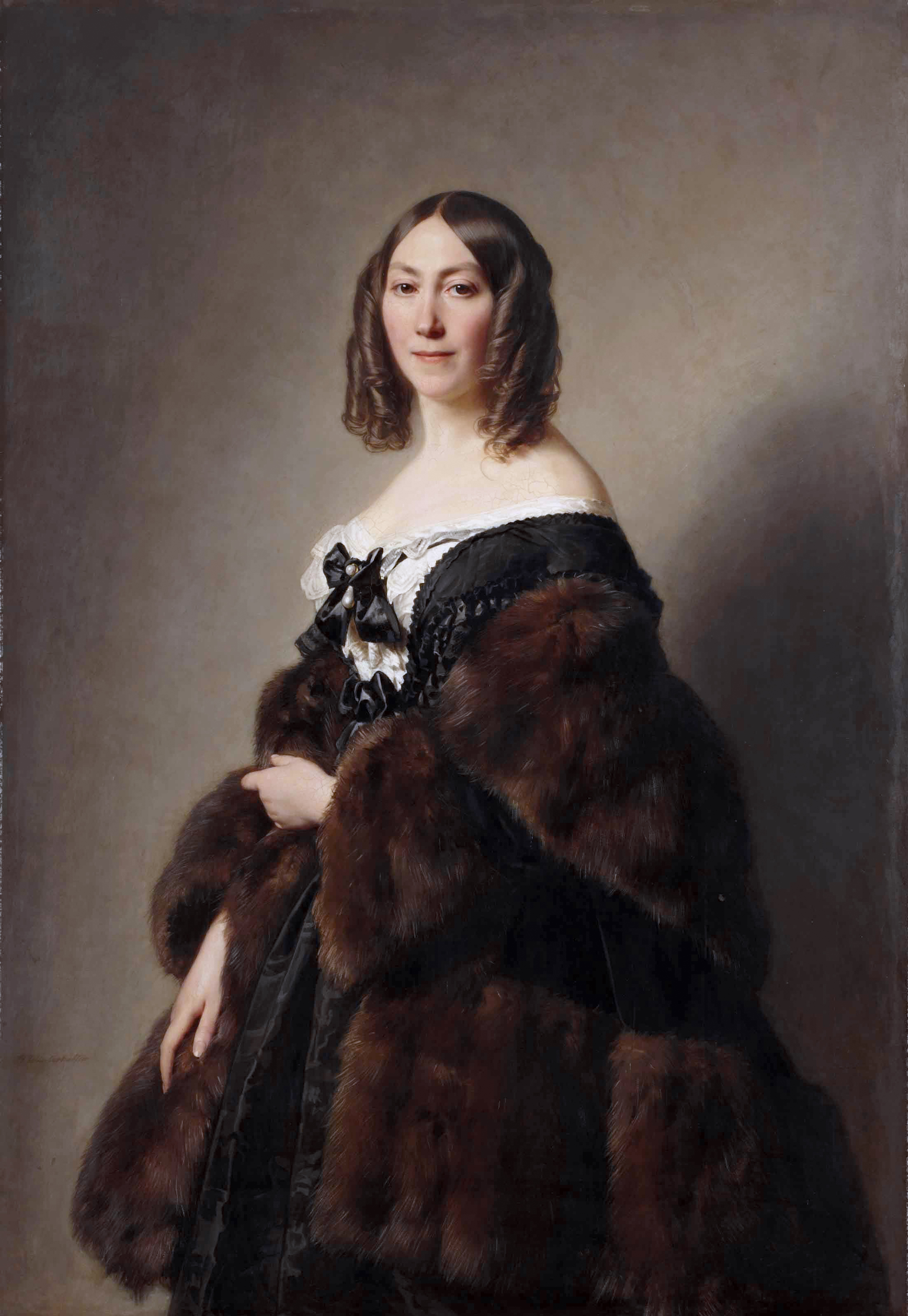
Cécile Furtado-Heine (1821–1896)
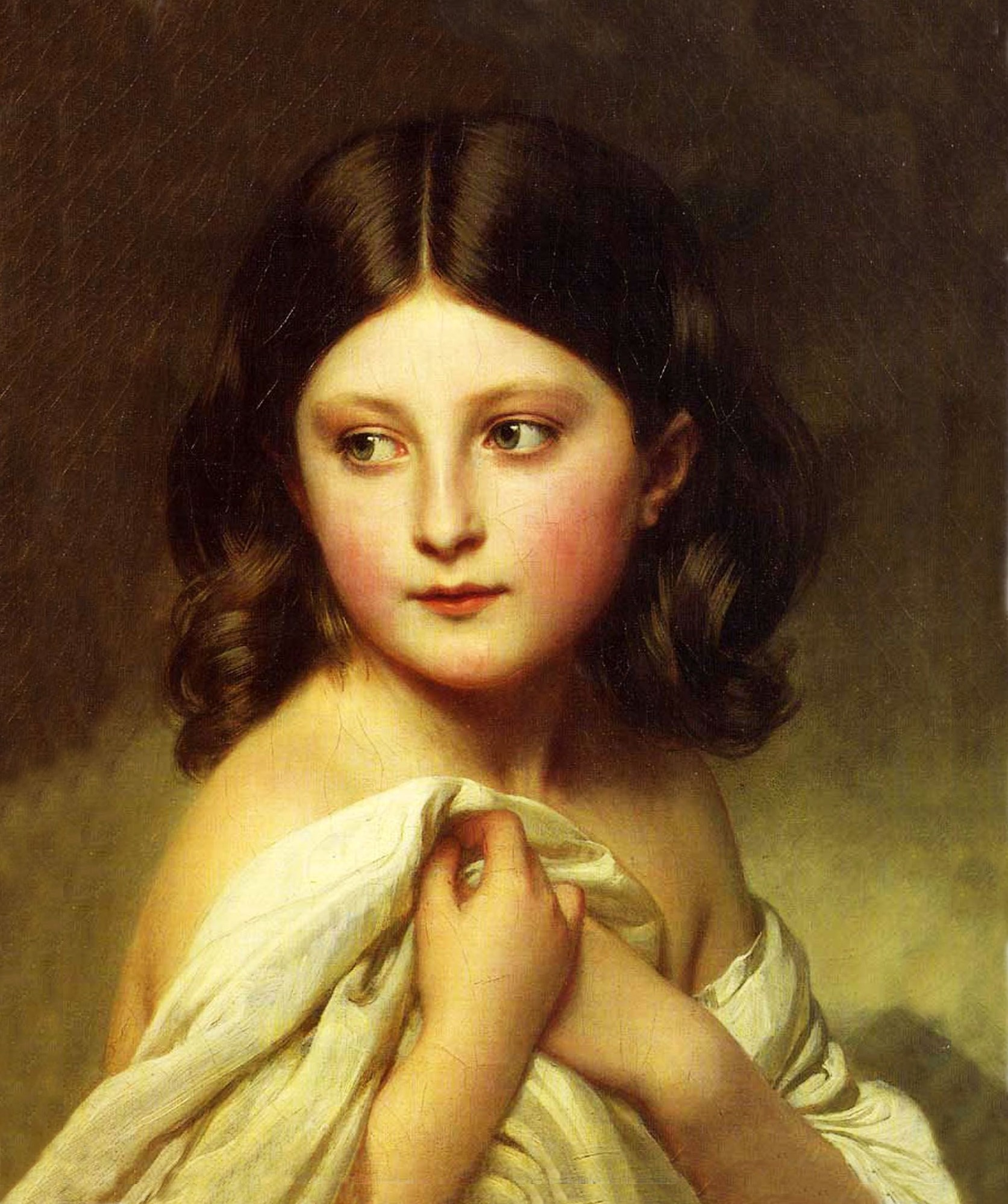
Prinzessin Charlotte von Belgien
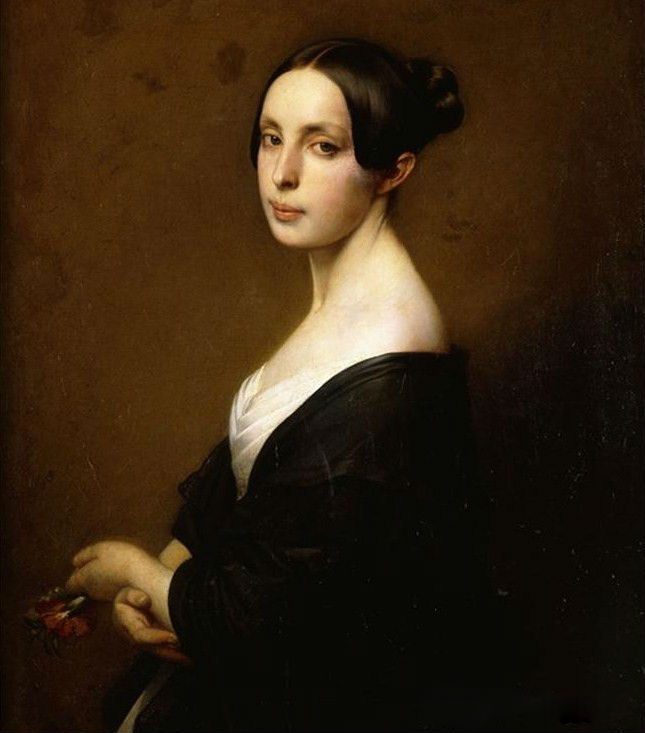
Nadeyda Michailowna Sudienko
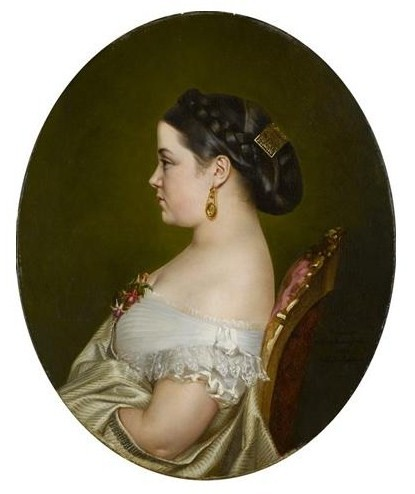
Prinzessin Cantacuzène
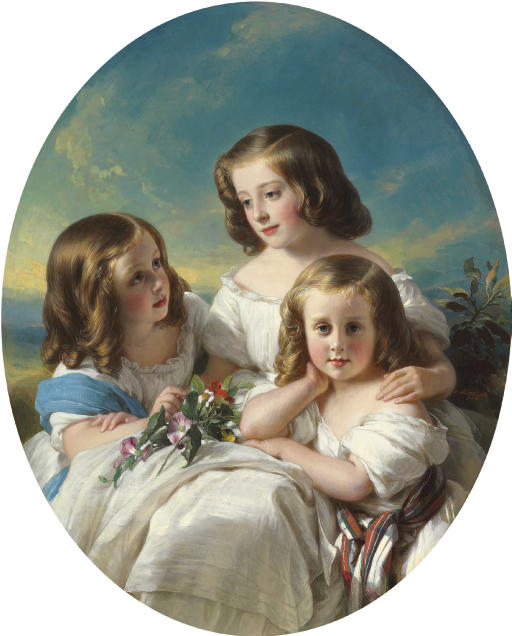
Trois demoiselles de la famille de Châteaubourg